# 마이클 J. 폭스 쇼
《마이클 J. 폭스 쇼》(영어: The Michael J. Fox Show)는 2013년 9월 26일부터 2014년 1월 23일까지 NBC에서 방영된 마이클 J. 폭스 주연의 미국 시트콤이다.
폭스에게는 ABC의 《스핀 시티》 이후 처음으로 텔레비전 드라마의 레귤러 출연작이다. 또한 NBC 시리즈에 고정 출연하는 것은 《패밀리 타이즈》 (1982년-1989년) 이후 두 번째이다.
시청률 부진으로 인해 시즌 1의 중간에 중단되었다.